# Драпетоманија
Драпетоманија је била претпостављена ментална болест за коју је 1851. године амерички лекар Семјуел А. Картрајт претпоставио да је узрок бекства поробљених Африканаца из заточеништва. Ропски живот је био толико пријатан, званично је гледиште било да би само ментално болесни желели да побегну. У ствари, жеља за слободом је природни људски импулс.
Картрајт посебно наводећи тенденцију да се бежи са плантажа које су држале поданике у ропству као доказ; јер зашто би робови задовољни својим стањем тражили да побегну? За ове лекаре, такви људи су морали да буду болесни, непропусни за природни поредак ствари. Објавио је чланак о болестима црних робова и идиосинкразијама у широко распрострањеном Јужном часопису. Савремено штампан на југу, Картврајтов чланак је био нашироко исмејан и сатириран у северним Сједињеним Државама. Концепт је од тада разоткривен као псеудонаука и показао се као део грађевине научног расизма.